# 3167 Babcock
3167 Babcock (1955 RS) là một tiểu hành tinh vành đai chính được phát hiện ngày 13 tháng 9 năm 1955 bởi Đài thiên văn Goethe Link ở Brooklyn.